# João Gordo
João Gordo (João Francisco Benedan, 13 de marzo de 1964 en Tucuruvi) es un cantante brasileño, reconocido por ser el vocalista de la agrupación de hardcore punk Ratos de Porão (RxDxPx).
Además de aparecer repetidamente  invitado en programas de radio de metal de São Paulo como Backstage y Comando Metal (originalmente sindicado en São Paulo en 89.1 Rock FM), en la década de 1990 se convirtió en uno de los más famosos videojockeys de MTV Brasil. Fue un colaborador frecuente de Sepultura, reconocida banda de Belo Horizonte, aportando coros en algunas canciones de los álbumes Against (1998) y Nation (2001). Gordo apareció en el DVD de Sepultura Live in São Paulo (2005), uniéndose a la banda para interpretar las canciones "Reza" y "Biotech is Godzilla".

## Biografía
Descendiente de italianos y nordestinos, João se crio en los años 1960 en Tucuruí, en el norte de São Paulo, hijo de un sargento de la Policía Militar nacido en Piraju, casado con una peluquera de Lins. Incluso se formó como tornero y estuvo a punto de ser aprobado para la Academia de Policía Militar de Barro Branco, sin embargo, no pasó la prueba física. 
En 1983, se unió a la banda Ratos de Porão. Su primer show con el grupo fue en la PUC de São Paulo en julio de 1983. Después de un viaje a Salvador con Ratos en el que pasó dos semanas más en la ciudad, deambulando, ya que el contratista no había pagado el billete de vuelta, regresó a casa para ser expulsado por su padre.
En 1996 inició su carrera como presentador en MTV Brasil. Estuvo al mando de varios programas para dicho canal.
El 31 de enero de 2000, João sufrió un derrame pleural y pasó 22 días en una UCI. Hasta entonces fumaba tres cajetillas de cigarrillos al día; después del incidente, abandonó el hábito.
En 2003 recibió el Trofeo APCA al mejor presentador por su programa Gordo a Go-Go.
Poco más de un año después, el 23 de diciembre, sufrió una arritmia cardíaca y estuvo cinco días hospitalizado, también en la UCI. Se sometió a una cirugía de bypass gástrico y en 2004 se casó con la periodista argentina Viviana Torrico. En abril del mismo año nació su primera hija, Victoria. Se volvió ovolactovegetariano. 
En septiembre de 2005, Viviana dio a luz al segundo hijo del presentador, Pietro.
En 2007, participó en el disco Ritmo, Ritual e Responsa de la banda Charlie Brown Jr., cantando junto al vocalista Chorão la canción "Vida de Magnata".
En 2011, João participó en el tema "Extinção em Massa" del álbum The Great Execution de la banda brasileña de death metal Krisiun.
En la segunda mitad de 2019, contrajo neumonía y estuvo hospitalizado durante mucho tiempo.
En 2020, inició una colaboración con la banda Asteroides Trio, de Arujá, creando versiones rockabilly de canciones de la banda Ratos de Porão, en honor al 40 aniversario de la banda Ratos de Porão, el homenaje fue lanzado en vinilo por Neve Records en 2022. Otros proyectos incluyen la banda LockDown, junto a Antonio Araújo, de las bandas Korzus y Matanza Ritual, Rafael Yamada y Bruno Santin y el supergrupo Revolta, junto a Igor Cavalera y Moisés Kolesne.
En julio de 2021, su perfil de Instagram fue cancelado tras denuncias anónimas. Se sospecha que esto se debe a que João Gordo es un crítico del Gobierno de Jair Bolsonaro. Luego de cancelar su perfil en la red social, creó otro. La cuenta original fue reactivada dos semanas después tras una apelación legal. También en 2021, João Gordo y su esposa Viviana Torrico crearon el proyecto Solidariedade Vegan, que distribuye loncheras veganas a personas sin hogar en São Paulo.
Al igual que su compañero de banda Juninho, João sigue un estilo de vida straight edge, además de haber sido vegetariano/vegano por casi veinte años.

## Discografía

### Con Ratos de Porão
- Crucificados pelo sistema (1984)
- Descanse em paz (1986)
- Cada dia mais sujo e agresivo / Sucio y agresivo (1987)
- Brasil (1989)
- Anarkophobia (1991)
- Just another crime in massacreland (1993)
- Feijoada acidente? (Covering Brazilian bands) (1995)
- Feijoada acidente? (Covering non-Brazilian bands) (1995)
- Carniceria tropical (1997)
- Sistemados pelo crucifa (Regrabación del primer LP) (2000)
- Guerra Civil Canibal (2001)
- Onisciente coletivo (2002)
- Homem inimigo do homem (2006)
- Split con Looking for an Answer (2010)
- No Money No English (2012)
- Século Sinistro (2014)